# هوبة كوخان
هوبة كوخان هي قرية في مقاطعة مياندوآب، إيران. يقدر عدد سكانها بـ 50 نسمة بحسب إحصاء 2016.